# Arsenal (tyghus)

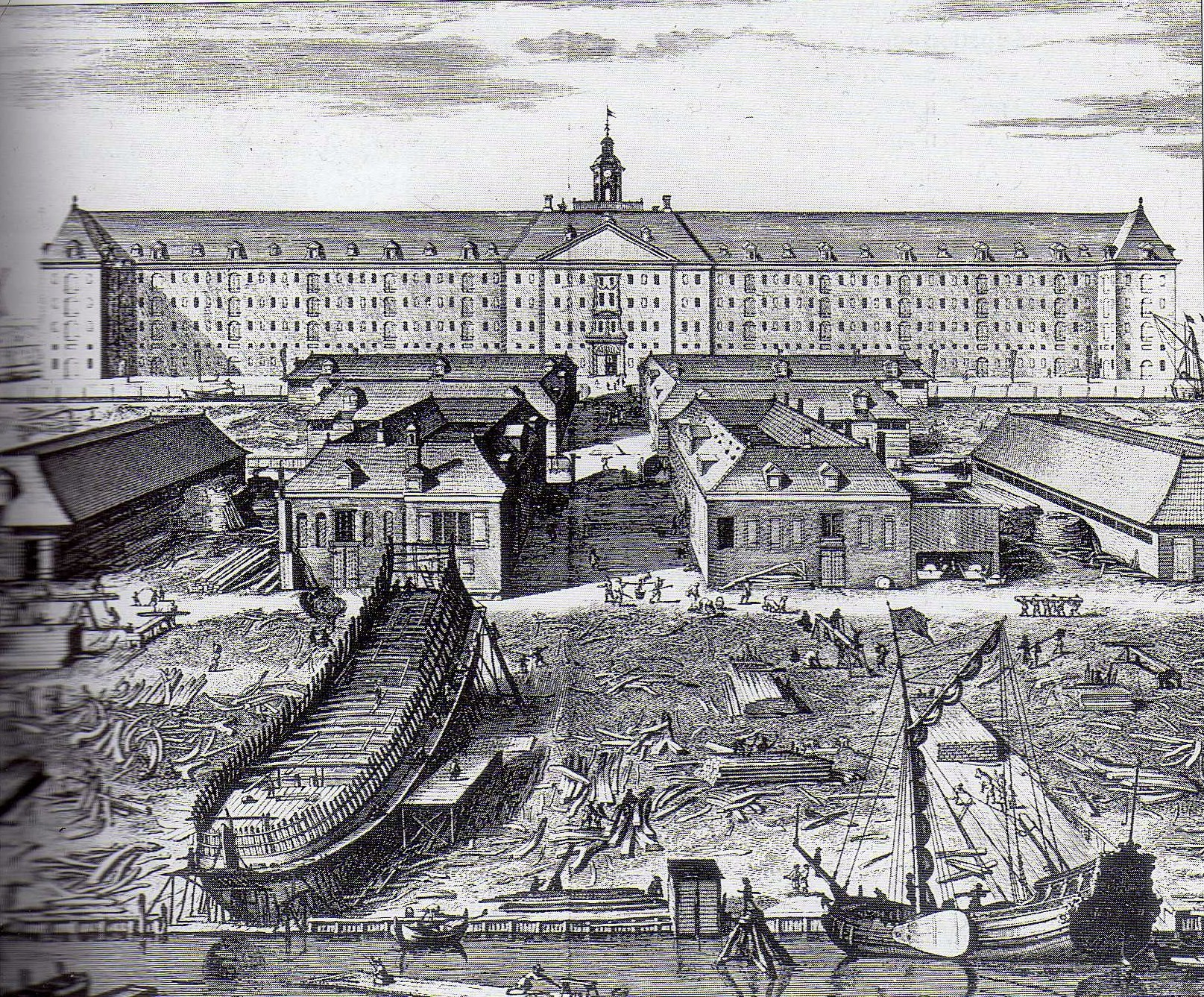
Ost-indiska kompaniets arsenal och varv i Amsterdam omkring 1650. Gravyr.

En arsenal (från franska arsenal, av arabiska darsinah, slöjdhus, verkstad), är ett tyghus, det vill säga ett större förvaringsställe för krigsförnödenheter av alla slag, samt även benämningen på dockor för nybyggnad och reparation av fartyg. Någon gång betecknar det förvaringsplatsen för gamla militära segertecken, rustningar, vapen med mera.
I överförd bemärkelse är arsenal ett rikt förråd av något.